# Pfarrkirche Sipbachzell

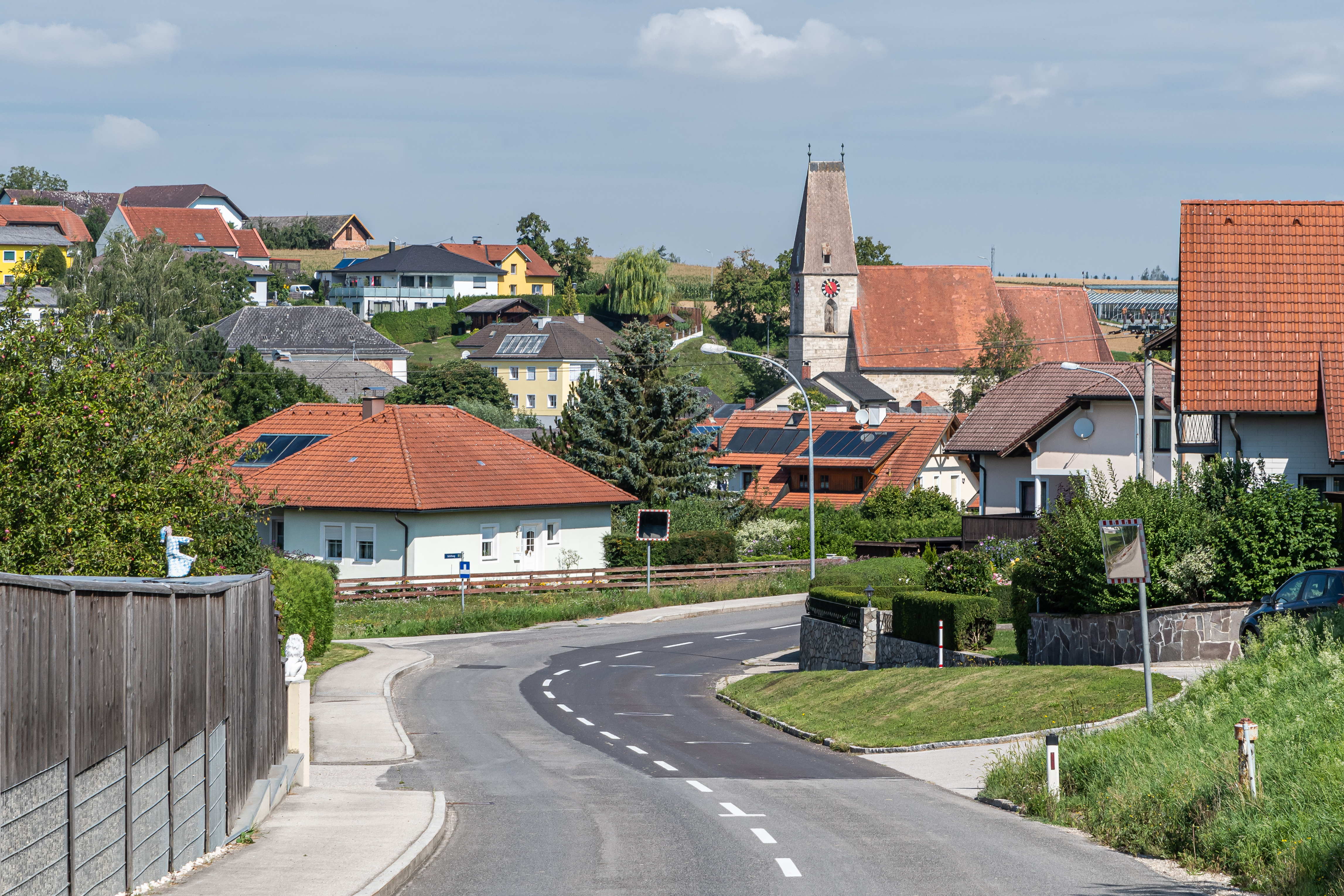
Katholische Pfarrkirche hl. Margareta in Sipbachzell

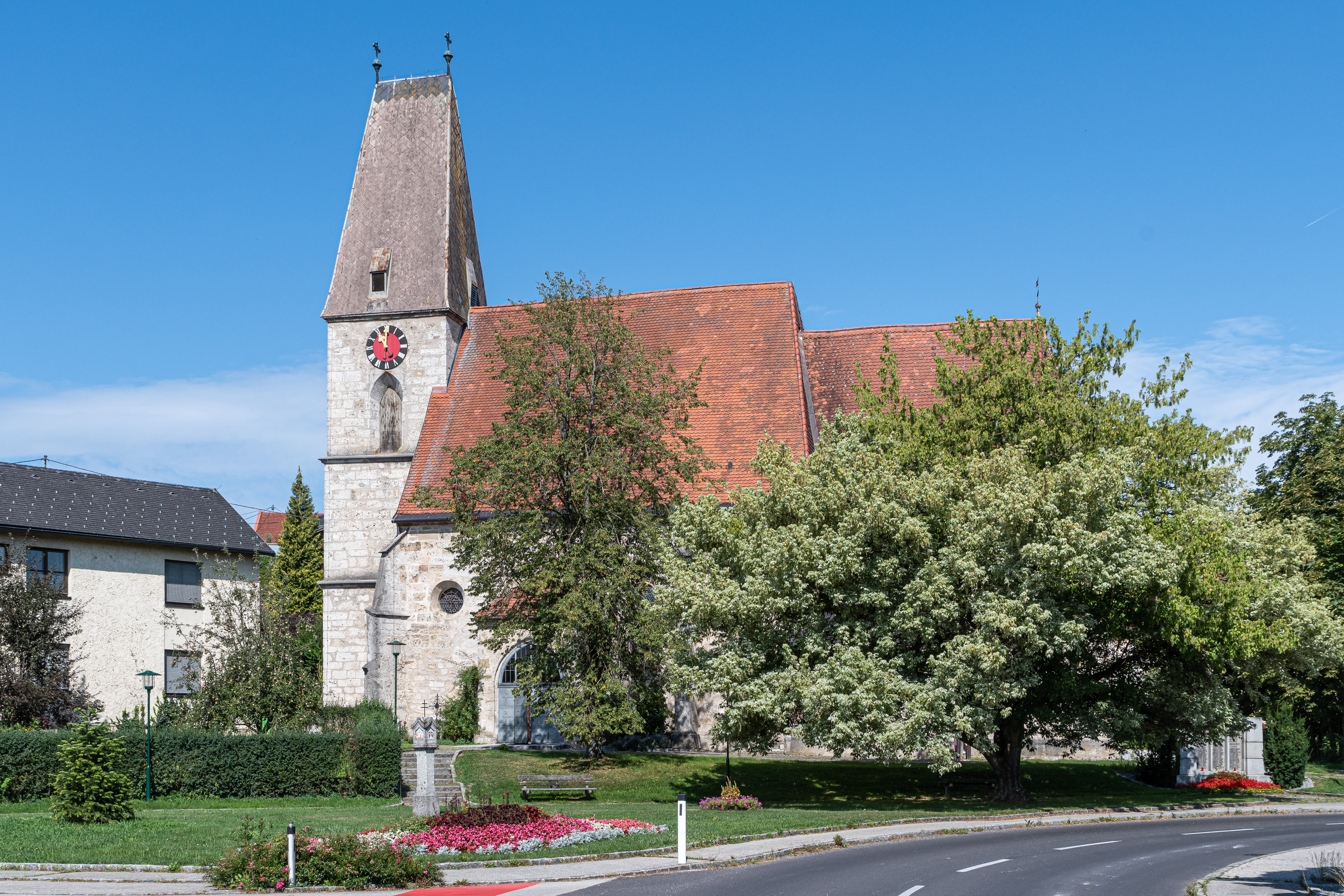
Pfarrkirche Sipbachzell

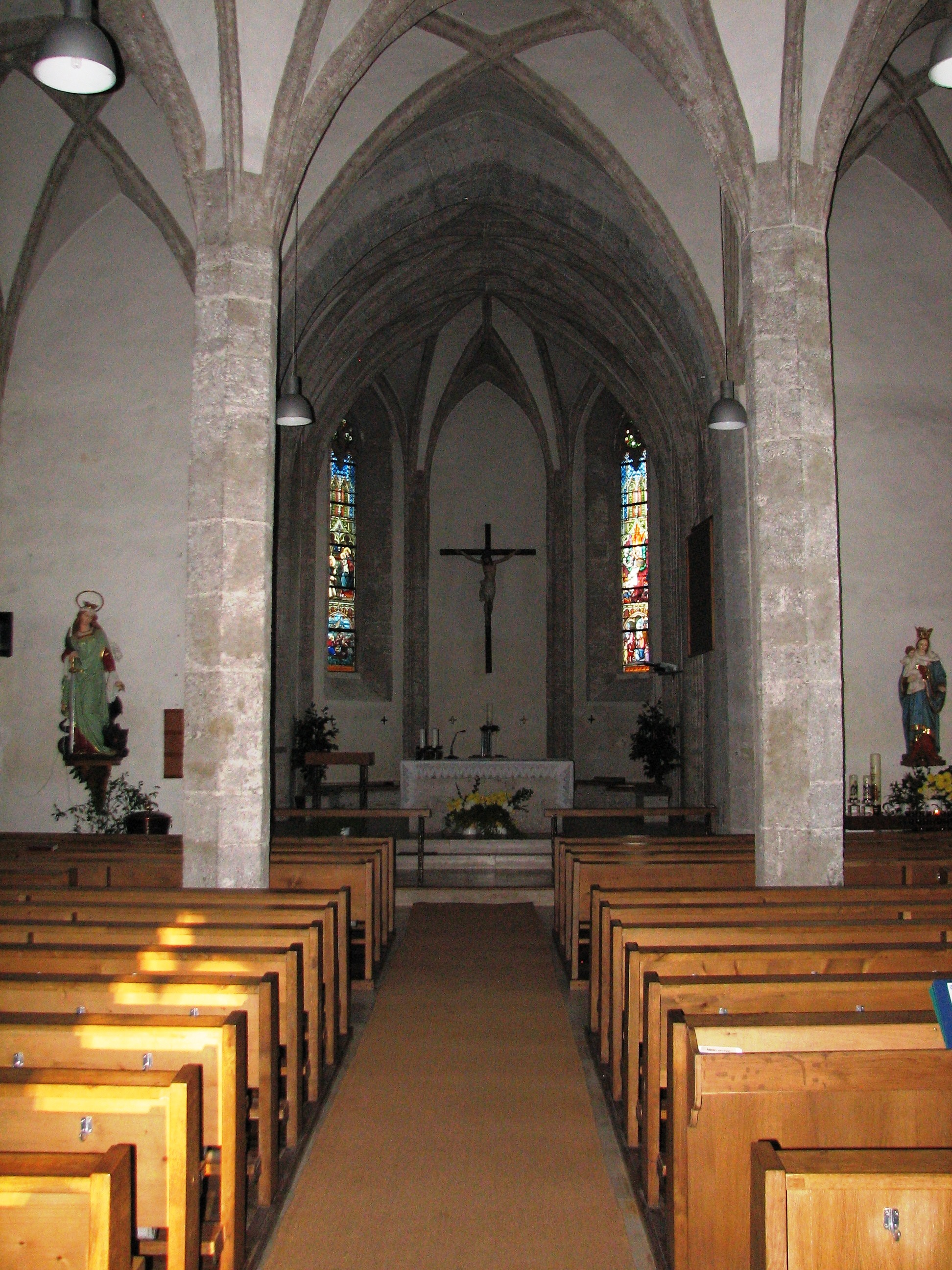
Langhaus, Blick zum Chor

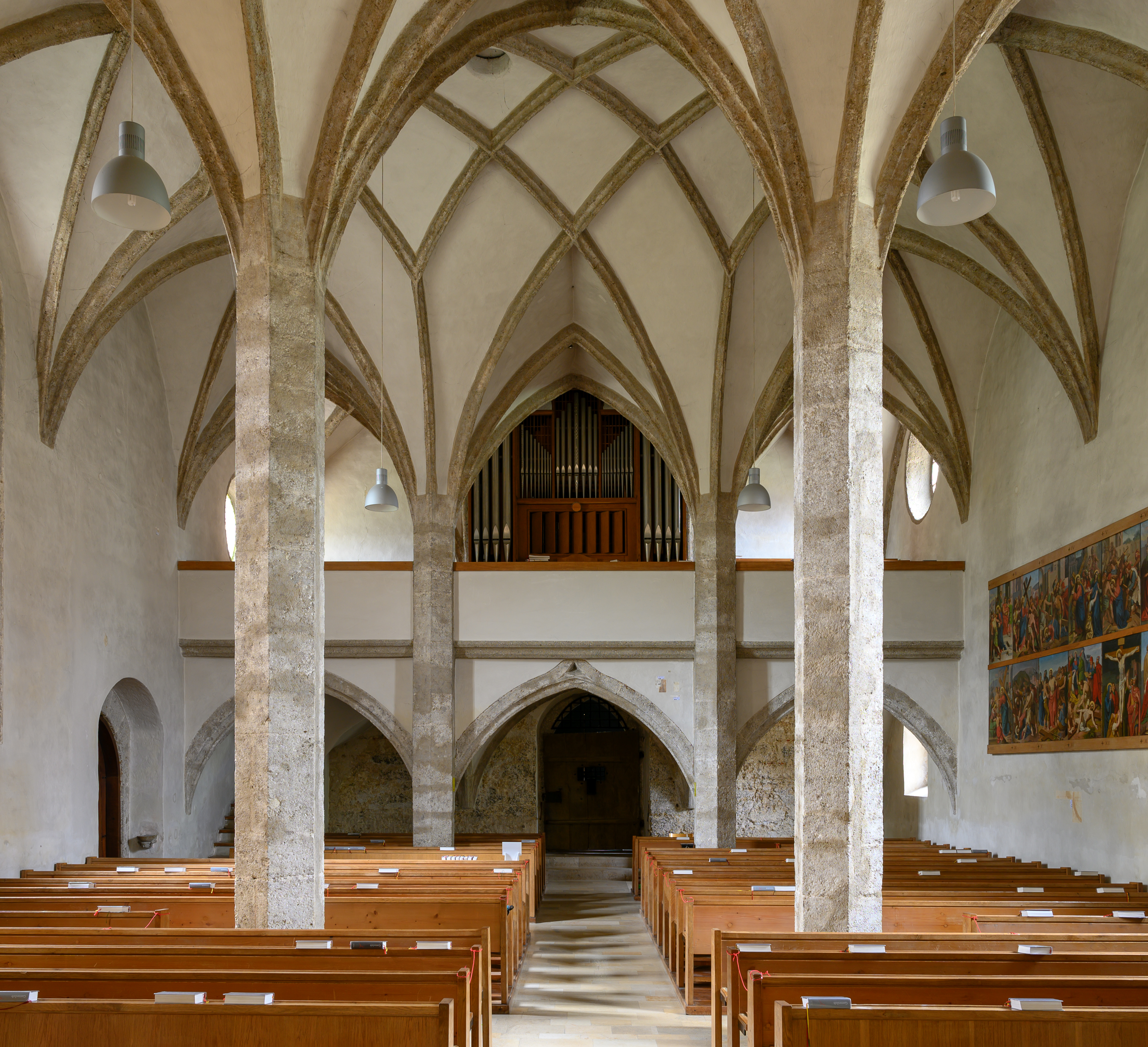
Langhaus, Blick zur Empore

Die der Hl. Margareta geweihte römisch-katholische Kirche am Sipbach wurde 1478 im spätgotischen Stil als Wehrkirche erbaut und liegt im Zentrum der Gemeinde Sipbachzell ca. 6 km vom zuständigen Stift Kremsmünster entfernt.

## Geschichte

### Baugeschichte
Es kann nicht genau datiert werden, wann die erste Kirche in Sipbachzell erbaut wurde, jedoch wird von Historikern der Erstbau zu einer Zeit vermutet, als die Kloster in der Umgebung, durch die an der Traun, im Jahre 943, geschlagenen „Hungarn“ verwüstet wurden und die flüchtenden Mönche im Umkreis Schutz suchten und dort vereinzelt Zellen und Kapellen erbauten.
Einer alten Sage nach, soll einst an der Stelle der heutigen Kirche ein Heidentempel gestanden haben.
Im Jahre 1179 wird erstmals namentlich eine Kirche am Sipbach in einer Bulle von Papst Alexander III. (“Ecclesia cellae cum omni decima et dote sua”) erwähnt. In einer gleichlautenden Bulle des Papstes Innozenz IV. aus dem Jahre 1248 wird eine Kirche unter den Filialen der Pfarre am Kirchberge angeführt, deren Erbauung auf das Jahr 1098 fällt. 1196 wird unter Abt Manegold, durch den Passauer Bischof Wolfker die Kapelle des Hl. Michaels am Kirchberge eingeweiht. Historiker vermuten, dass hierunter die Kirche am Sipbach zu verstehen sei, da hier schon immer der Hl. Erzengel Michael als zweiter Namenspatron verehrt wurde und auch sonst keine Nachweise zu finden sind, dass unter diesem Namen an dortiger Stelle eine Kapelle gestanden habe.
Eine Abschrift eines Ablassbriefes aus dem Jahr 1587 besagt, dass die heutige Kirche im Jahre 1478 unter Papst Sixtus IV. erbaut wurde. Das Gotteshaus sowie die später zugebaute Sakristei sind ganz aus Quaderstücken errichtet. Die altgotische Wehrkirche ist ein schlichter Zentralbau mit einem 32 Meter hohen Zwickelturm. Im dreischiffigen Innenraum befindet sich ein Netzrippengewölbe und sehenswerte Buntglasfenster mit Heiligen-Darstellungen. Die Beichtkammer wurde erst später, im Jahr 1857, aus den Steinen der alten Friedhofsmauer zugebaut.
Ausstattung und Geschichte der Kirche:
- 1620 wurde erstmals eine Turmuhr angeschafft.
- Im Jahre 1645 wurde der Kirchturm auf das heutige Niveau von 32 Meter erhöht. Eine Kopie eines Planes aus dem Jahr 1639 zeigt den Turm noch viel niedriger.
- 1649 wurde durch den Tischler Simon Hätinger aus Marchtrenk und dem Maler Theodor Schröder aus Wels ein Marien- und Floriani-Altar errichtet.
- 1657 wurde ein neuer Hochaltar errichtet. (Maler Georg Kirchl, Bildhauer Sebastian Brindler beide aus Kremsmünster, Tischler Simon Hätinger)
- 1663 Anschaffung von vier Tafeln für eine Sonnenuhr.
- 1688 wurden die Pfarrglocken in Linz umgegossen und anschließend wieder im Turm aufgehängt.
- 1691 Errichtung einer neuen Auffahrt.
- Im Jahre 1696 wurde ein neues Orgelwerk um 128fl aus Passau angeschafft und per Schiff nach Aschach und von dort mit Pferdefuhrwerken nach Sipbachzell gebracht. Diese Orgel wurde 1709 umgebaut und 1736 mit neuen Pfeifen ausgestattet und 1788 für unbrauchbar erklärt.
- 1731 Eindeckung des Kirchenportals und der „Kramerläden“ an der Kirchenwand.
- 1733 Kauf einer Floriani-Statue um 20fl.
- 1734 wird eine 113 Pfund schwere Kirchenglocke wegen eines „Schrickhs“ in Linz umgegossen.
- 1736 Anschaffung einer neuen Kanzel.
- 1812 wurde der Kirchturm mit einer erneuerten Turmuhr ausgestattet.
- Im Jahre 1820 wurde der 1658 errichtete Hochaltar durch einen neuen übertrieben einfachen Hochaltar ersetzt, den der Pater Nonnos Altwirth von einem Tischler in Vorchdorf fertigen ließ.
- 1829 sind drei Glocken durch Prälat Florian Oberchristl dokumentiert. Die Glocken wurden von Meister Johann Hollederer in Linz gegossen und durch Abt Josef Altwirth beim Kirchenportal in Kremsmünster feierlich geweiht. Im Ersten Weltkrieg musste die große Glocke für Kriegszwecke an die K&K Heeresverwaltung abgegeben werden. Die beiden anderen Glocken blieben vom Krieg verschont und wurden 1923 an andere Kirchen verkauft.
- 1831 Kauf einer neuen Kirchenuhr um 152fl.
- 1848 Anschaffung einer neuen Orgel mit 9 Registern um 500fl vom Orgelbauer Peter Heining aus Wels.
- 1856 wurden die beiden Seitenaltäre renoviert und im Juli 1859 wurde ein neuer Altar und eine neue Kanzel vom Kunstbildhauer Johann Fidelis Schönlaub aus München errichtet. Der neue Altar wurde am 22. Juli vom Prälaten Mitterndorfer eingeweiht.
- 1890 Das heute im Altarraum hängende Missionskreuz wird angeschafft.
- Am 19. Mai 1898 wurde eine neue Orgel vom Orgelbauer Johann Lachmair durch Pater Karlmann Seybold eingeweiht.
- 1903–1904 wurde die Kirche teilweise restauriert. Die alten Fenster wurden gegen neue Buntglasfenster mit biblischen Szenen ersetzt. Die damaligen Spender wurden im unteren Teil der Fenster verewigt.
- 1906 kam die Marienstatue (Maria mit dem Jesuskind) vom Schnitzer Ludwig Linzinger aus Linz in die Pfarrkirche.
- Am 18. Jänner 1917 wurden bedingt durch den Ersten Weltkrieg alle Kirchenglocken bis auf die beiden Kleinsten entfernt und eingeschmolzen. Die beiden kleineren Glocken wurden 1923 an andere Kirchen verkauft.
- 1923, nach Ende des Ersten Weltkrieges wurde vier neue Glocken bei Oberascher in Salzburg bestellt, die Abt Leander Czerny am 10. Juni feierlich einweihte. Das Bronze-Geläute musste 1942, inmitten des Zweiten Weltkriegs, wieder abgeliefert werden und bestand aus folgenden Glocken:
  - 1. Glocke (Herz-Jesu-Glocke, Ton a1) wog 650 kg, hatte einen Durchmesser von 100 cm.
  - 2. Glocke (Zwölfer oder Florian-Glocke, Ton c2) wog 360 kg, hatte einen Durchmesser von 80 cm.
  - 3. Glocke (Sterbe- oder Herz Maria-Glocke, Ton e2) wog 250 kg, hatte einen Durchmesser von 68 cm.
  - 4. Glocke (Speis- oder Josef-Glocke, Ton as2) wog 62 kg, hatte einen Durchmesser von 48 cm.
- An der Süd-Ostseite der Kirche, rechts neben dem Eingang befand sich früher ein sehr beeindruckendes Freskengemälde des Hl. Christopherus. 1935 wurde dieses, durch den Wiener Professor Franz Windhager wieder neu restauriert. Einem alten Zeitungsartikel zufolge galt das 3–4 Meter hohe Bild als Sehenswürdigkeit von Sipbachzell. Leider hielten die Farben der Witterung nicht stand und so wurde dieses einzigartige Gemälde in den 50er Jahren restlos entfernt.
- 1942, inmitten des Zweiten Weltkrieges, wurden auf Anordnung der deutschen Reichsregierung die erst 19 Jahre alten Glocken abmontiert und für Kriegszwecke weiterverwendet.
- 1949 im Juli wurde das derzeitige Glockenquartett bei der Glockengießerei Oberascher in Salzburg-Kasern in einer kostengünstigen „Oberascher Speziallegierung“, einer sogenannten Neulegierung bestellt. Dabei erfolgte die Bestellung entgegen den dringenden Empfehlungen des Bischöflichen Ordinariates, das aus Qualitätsgründen ausdrücklich auf altbewährte Bronzeglocken verwies. Die Glocken, die aus einer zinnarmen Legierung bestehen, zählen leider zu den schlechtesten Nachkriegsglocken der gesamten Diözese. Ihnen fehlt leider völlig eine feierliche und wohlklingende Stimme, die Glocken normalerweise besitzen.
- 1950, am Palmsonntag dem 2. April, wurden die folgenden Glocken feierlich durch Abt Ignaz Schachermair eingeweiht:
  - 1. Glocke (Herz-Jesu bzw. Hl. Margarita-Glocke) Ton g1, 618 kg, Durchmesser von 104 cm.
  - 2. Glocke (Florian-Glocke, Ton b1) 368 kg, Durchmesser von 88 cm.
  - 3. Glocke (Herz Maria-Glocke, Ton c2) 262 kg, Durchmesser von 78 cm.
  - 4. Glocke (Josef-Glocke, Ton d2) 188 kg, Durchmesser von 69 cm.
- Im selben Jahr wurde auch der Kirchturm umfassend saniert und auch noch die Orgel auf elektrischen Betrieb umgerüstet.
- 1965–1966 wurde die Pfarrkirche vollständig restauriert und bekam ihr heutiges schlichtes Aussehen. Verbunden mit der Restauration wurden der Hochaltar, die beiden Seitenaltäre und die Kanzel entfernt. Das bis vor wenigen Jahren in der Kirche hängende Gemälde der Hl. Margareta wird aus Bad Goisern angeschafft. Der Bronzetabernakel stammt von Peter Dimmel aus Linz.
- 1972 bekam das Gotteshaus eine neue Orgel mit 12 Registern. Die neue Orgel stammt aus der Linzer Orgelbauwerkstätte Bruno Riedl.
- 2013 Restaurierung der Butzenglasfenster und der figuralen Verglasung.
- 2014 Fundamentabdichtung durch eine Spezialtonmischung und Drainagierung des Aussenmauerauerwerkes sowie Erneuerung der Blitzschutzanlage, Dachrinnen und der Fallrohre. Verstärkungs- und Ausbesserungsarbeiten am Hauptdach sowie vollständige Erneuerung des Daches der Sakristei und des Beichtstuhlanbaues.
- 2015 Bau einer Sitzstufenanlage aus Konglomeratsteinen hinter der Kirche sowie Errichtung eines geschotterten Weges rund um die Kirche.
- 2020 Erneuerung des Glockenstuhls durch Fa. Schauer & Sachs. Der neue Glockenstuhl wurde dabei eine Etage tiefer, an seinem ursprünglichen dafür vorgesehenen Platz angebracht. Zusätzlich wurden dabei die Glocken umgehängt und die Läutanlage erneuert.
- 2021 Abtragung des alten, durch den Holzwurm stark geschädigten Turmhelm. Am 8. Februar wurde das neue, 15 Tonnen schwere Turmdach, mithilfe eines 120 Tonnen Krans auf das ebenfalls sanierte Turmauflager gehoben. Der neue Dachstuhl wurde aus ca. 30 Festmetern, wintergeschlagenem Fichtenholz und die Mauerbänke aus Eichenholz gefertigt. Das gesamte Holz und die Kupferbahnen für den neuen Turmhelm wurden vom Stift Kremsmünster gespendet. Die feierliche Turmkreuz-Steckung erfolgte am 25. Juli, im Rahmen des Pfarrfestes.

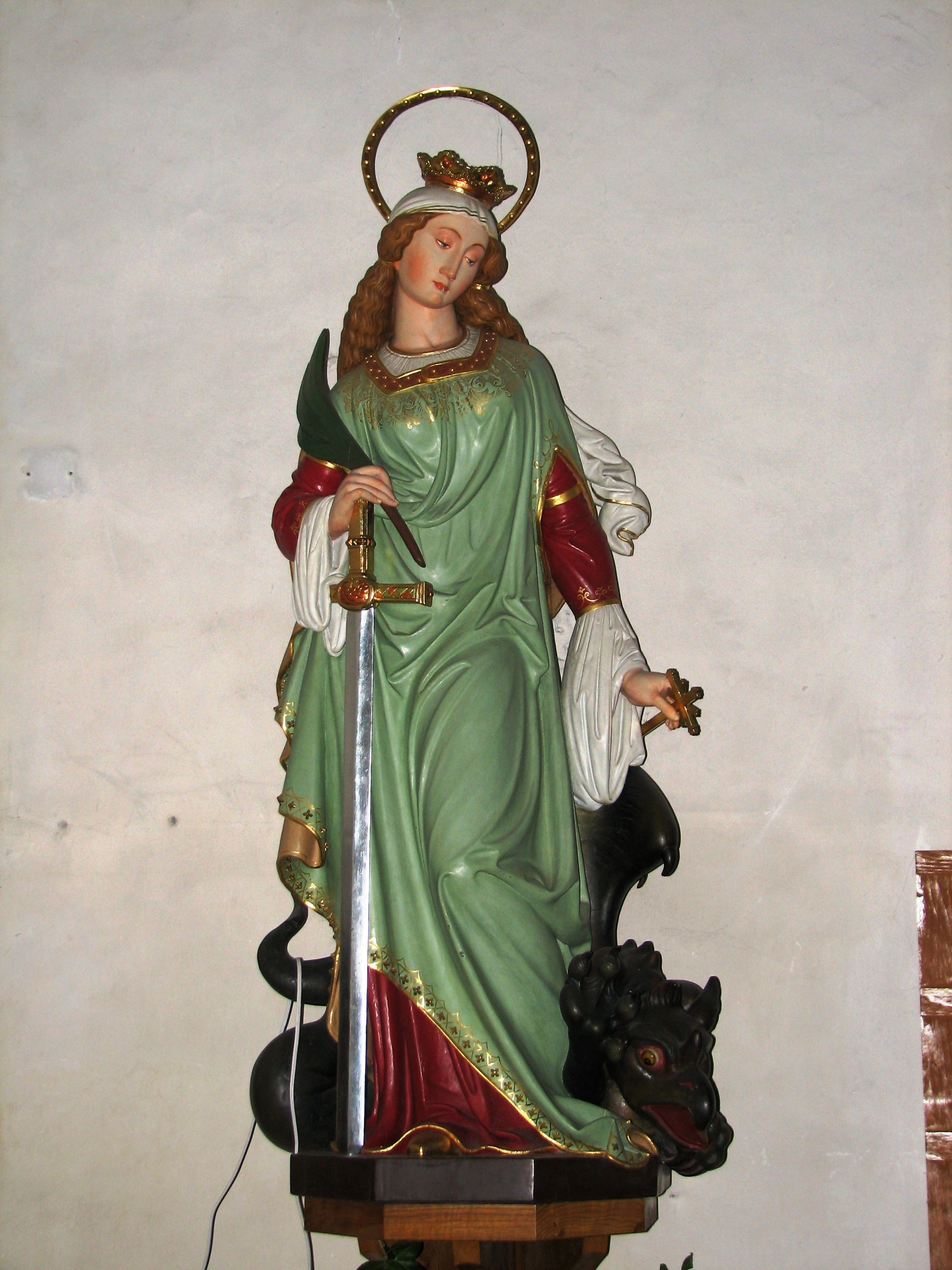
Statue der Hl. Margareta. (Schutzpatronin der Kirche)
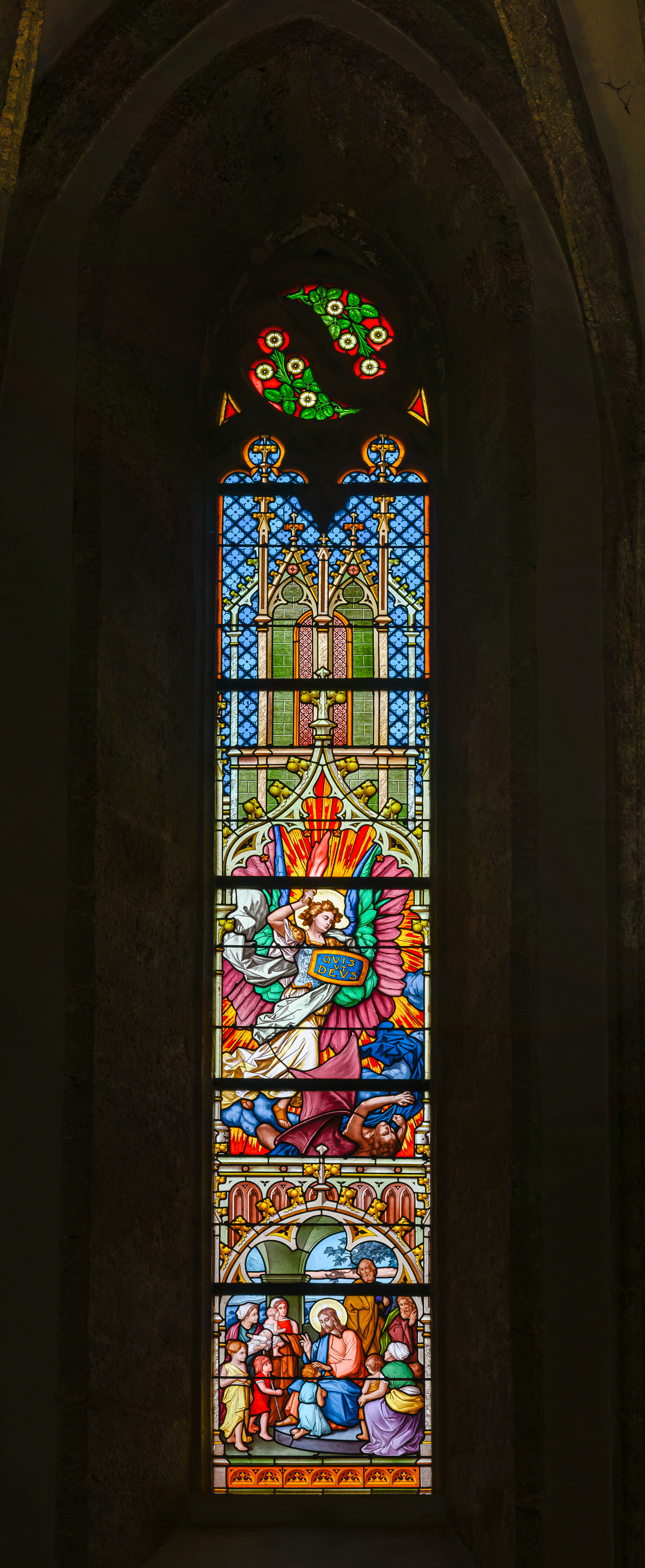
Buntglasfenster mit biblischen Szenen. (Hier der Erzengel Michael der als zweiter Schutzpatron der Kirche gilt)
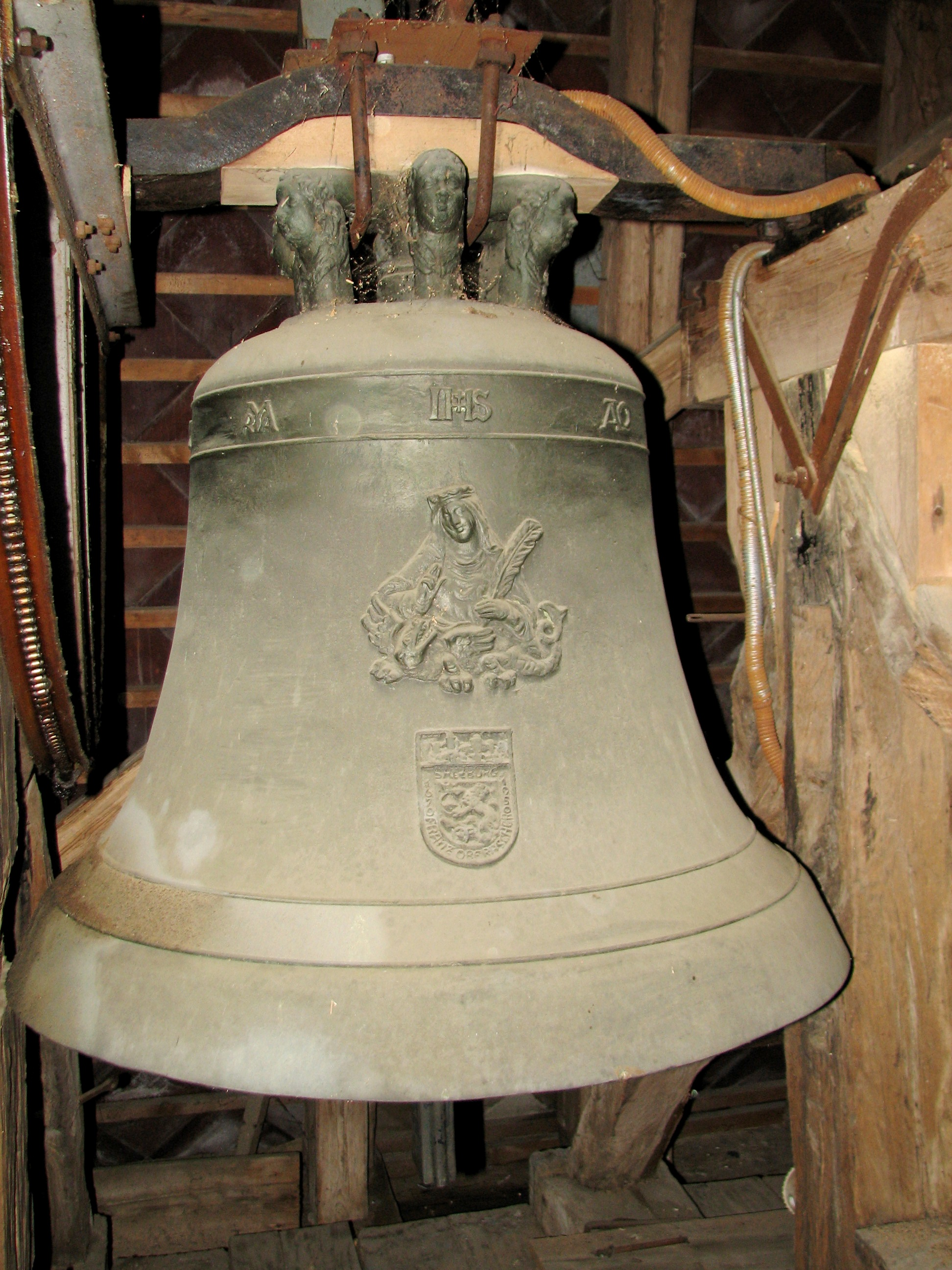
Margareta-Glocke der Pfarrkirche (1950 eingeweiht durch Abt Ignaz Schachermair).
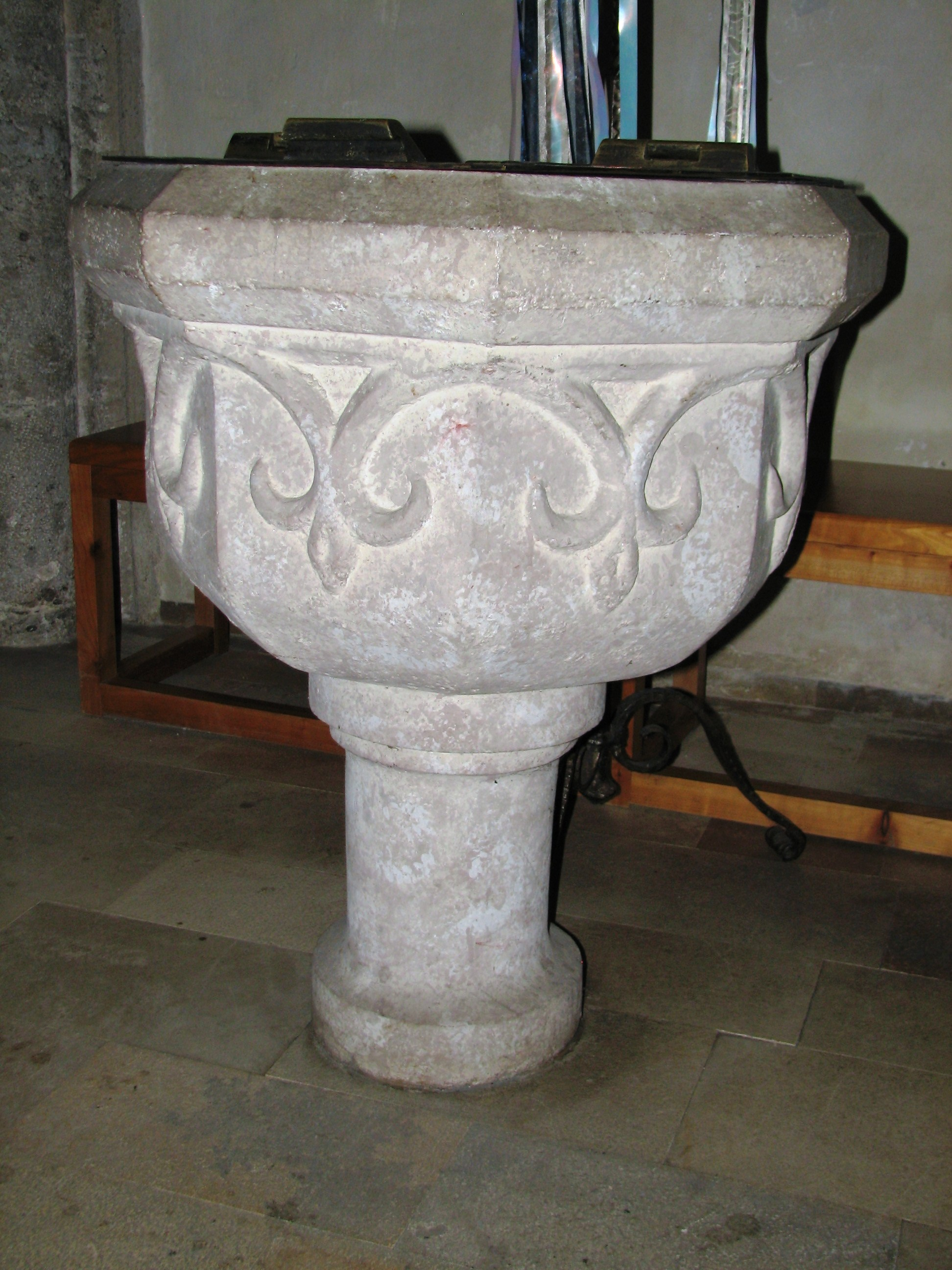
Taufstein unter dem laut einem alten Friedhofsplan eine Quelle entspringt.
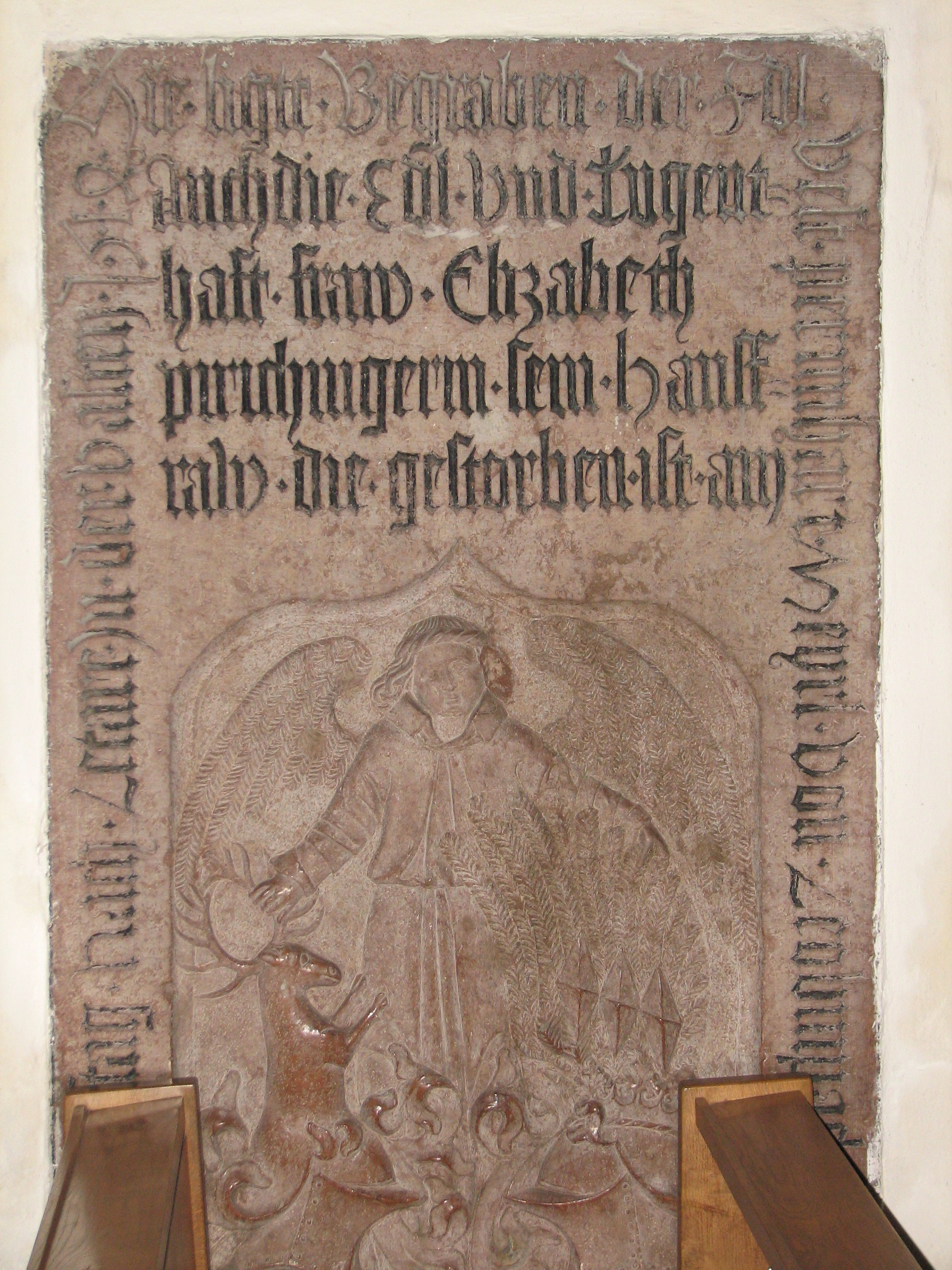
Grabstein im inneren der Kirche des ehrenwerten Herrn Bernhard Meuerl (gestorben 1514) und seine Gemahlin Elisabeth Pirchingerin. (ehem. Besitzer des Schloss Leombachs)
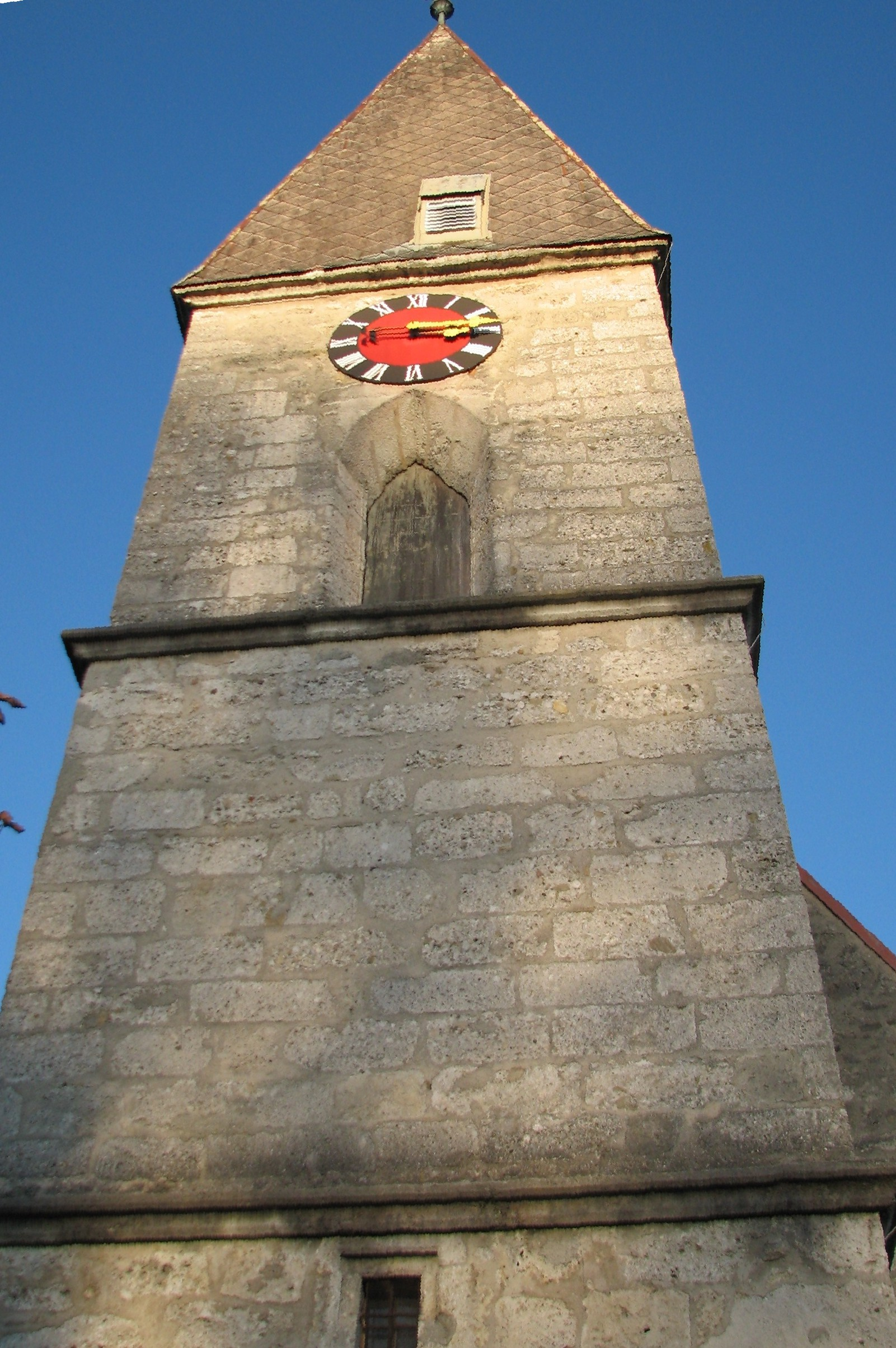
Der 32 m hohe Zwickelturm der spätgotischen Wehrkirche wurde im Jahr 1645 aufgestockt.
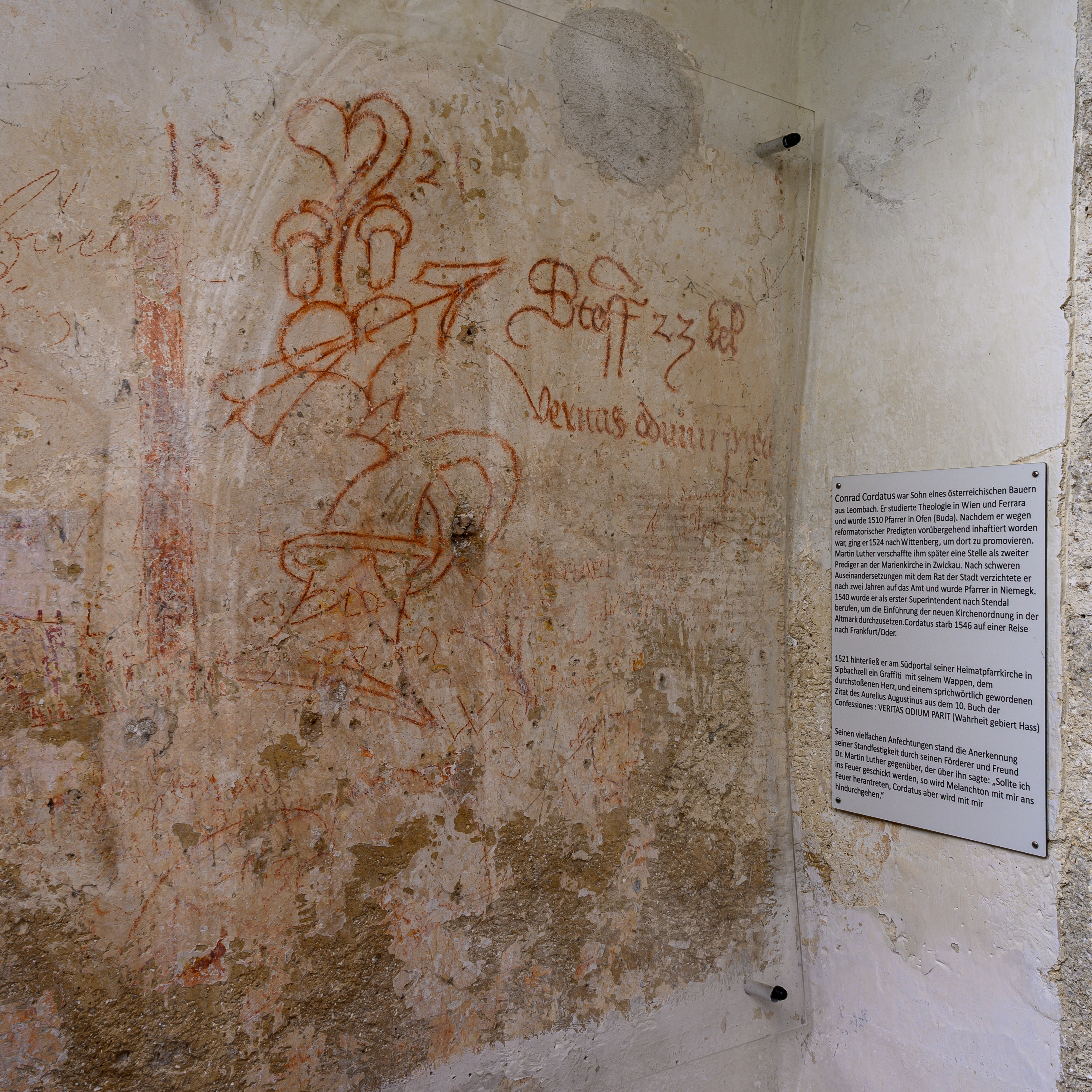
Graffito von Konrad Cordatus in der Vorhalle

### Pfarrgeschichte
1420 tauchen erstmals historische Beweise für eine eigene Pfarre in Sipbachzell auf. In einem Streit-Dokument zwischen Abt Jacob zu Kremsmünster und dem Pleban Heinrich zu Weißkirchen wird hier erstmals ein Andreas, Pleban in Sipbachzell, als Zeuge mit angeführt. Der Pfarrbezirk wurde vermutlich zum größten Teil von der Mutterkirche am Kirchberge und zu Teilen aus den Pfarren Thalheim und Weißkirchen entnommen. Der damalige Pfarrbezirk erstreckte sich der Länge nach auf 2 Gehstunden und der Breite nach auf 1 ¼ Gehstunden. Er umfasste 8 Ortschaften mit 220 Häusern und 1400 Einwohnern. Die Grenzen gingen im Osten bis zur Pfarre Kematen, im Süd-Osten und Süden bis zur Pfarre Kirchberg bei Kremsmünster, im Westen bis zur Pfarre Steinhaus und im Norden bis zur Pfarre Weißkirchen und Eggendorf.
Filialen
Einst gehörte die Kapelle, des fast zur Gänze abgerissenen Schlosses Leombach, als Filiale zur Kirche in Sipbachzell. Mit dieser Kapelle war ein Beneficium verbunden, welches der einstige Besitzer und Herr des Schlosses Leombach (Hans Meuerl), mit Einwilligung des damaligen Lehensherrn und Patrons der Kirche zu Sipbachzell, im Jahre 1393 dem Abt Martin II. zu Kremsmünster gestiftet hatte. Dieses Beneficium war unter Abt Alexander II. käuflich an das Stift Kremsmünster gelangt. Noch heute findet man bei der Ortskirche Grabsteine der Nachkommen des Hans Meuerl. Ein Grabstein des edlen Herrn Ulrich Meuerl (gestorben 1488) und seiner Gemahlin befindet sich an der Außenfassade, sowie ein Grabstein eines Bernhard Meuerl (gestorben 1514) und seine Gemahlin Elisabeth Pirchingerin ist im Inneren in die Kirchenwand eingelassen.

### Pfarrer von Sipbachzell
| - um 1234 Berthold de cella - 1280–1295 Ulrich de cella - 1295–1345 Bertholdus II., plebanus - um 1393 Georg, plebanus - 1416–1434 Andreas, plepanus - 1480–1488 Georg Everdinger - 1495–1506 Hans Hertinger (event. Herbinger) - 1509–1515 Leonhard Schoppenhauer - 1519 Paul Prunhofer - 1542 Ulrich (weiterer Name nicht bekannt) - 1592–1596 Wolfgang Stocker (war Prior und versorgte die Pfarre) - 1596–1601 Pater Jacob Lutz, Pfarrvikar - 1605 Johann Busch, Provisor - 1606 Kaspar Manuch, Provisor - 1607–1608 Gallus Lanz - 1615 Philipp Tratschenpaur - 1628 Leonhard Sauspacher - 1631–1637 Theoderich Reich, Pfarrer - 1637–1639 Jakob Holtz - 1639–1640 Agapitus Kolperger - 1640–1641 Benno Schickart (event. Bruno) - 1642–1648 Maximilian Eggentaller - 1648–1659 Matheus Eisnetzhammer, Pfarrer & Peter Rymischer, Aushilfe - 1659 Maurus Oefele (nur 3 Monate in Sipbachzell) - 1659–1660 Johannes Riedl - 1660–1664 Ansolm Spitznagel | - 1664–1668 Cölestin Kresperger - 1665–1668 Dominik Egendorfer, Aushilfe - 1667–1668 Erenbert Schreyvogel (Benefiziat in Leombach) - 1668–1678 Konstantin Forster - 1679–1686 Friedrich Jslinger - 1686–1696 Andreas Neusinger - 1696–1703 Rupert Neuhofer (betreute vom Stift Kremsmünster aus die Pfarre) - 1703–1705 Michael Sauttermeister - 1705–1710 Marian Pfeilstöcker - 1710–1712 Koloman Wieninger - 1712–1716 Florian Auer - 1716–1718 Gregor Kaserer, Vikar - 1717–1719 Basilius Rieder - 1719–1732 Blasius Voglhuber, Vikar - 1732–1737 Amilian Delling - 1737–1739 Ignaz Mezger - 1738–1740 Ildefons Mugiz - 1740–1745 Aemilian von Dolling - 1745–1747 Michael Niedermüller - 1747–1759 Max Greipl - 1759–1763 Gabriel Strasser - 1763–1766 Bernhard Frauenberger - 1766–1778 Marian Pachmair (Historiker) - 1777–1782 Otto Pühringer, Vikar - 1782–1784 Paul Freiherr von Grustorff - 1784–1787 Agapitus Müller - 1787–1788 Martin Mödlhamer | - 1788–1808 Leo Peternader (Grabstein neben der Sakristei) - 1808–1824 Nonnos Altwirth (Administrator und hiesiger Schulmeistersohn) - 1824–1832 Alois Heicker (event. Heiker) - 1832–1840 Aegid Rappersdorfer - 1840–1847 Paulus Underberger (wurde in Sipbachzell begraben) - 1847–1848 Agapitus Mauracher - 1848–1856 Benedikt Kittinger - 1856–1867 Ämilian Eder - 1867–1876 Ernest Wurm - 1876–1882 Plazidus Neubauer - 1882–1894 Rudolf Vater (Ehrenbürger von Sipbachzell) - 1894–1897 Benedikt Kaip - 1897–1915 Pater Karlmann Seybald - 1915–1916 Pater Mainrad Groiß - 1916–1931 Pater Felix Wieser - 1931–1935 Pater Alan Steininger - 1935–1949 Pater Franz Altmann - 1949–1951 Franz Kaspar (Flüchtling aus Ex-Jugoslawien, später nach Brasilien ausgewandert) - 1951–1956 Theodor Mischka (aus Prag ausgewandert) - 1956–1968 Pater Arno Walter (Ehrenbürger der Gemeinde Kirchham) - 1968–2007 Pater Alexander Steinkogler - 2007–2018 Pater Klaudius Wintz - 2018–2019 Pater Franz Ackerl - ab 2019 Pater Arno Jungreithmair (als Pfarradministrator) - ab 2019 Pater Ernst Bamminger (als Pfarrseelsorger) |

## Pfarrhof
Ursprünglich befand sich der Pfarrhof ca. 2 km vom heutigen entfernt. Noch heute erinnert ein Bauernhaus mit dem Namen Pfarrergut in der Wimm an jene Zeit. Auch ein nebenan stehendes Häuschen wird in alten Büchern noch unter dem Namen Graberhäusel geführt. Das Pfarrgut wurde 1641 samt Wiese und vollem Erbrecht um 498fl verkauft. Das Graberhaus wurde gegen das Schusterhaus Nr. 12 eingetauscht. Für den damals noch aus Kremsmünster anreisenden Pfarrer wurde an das Haus neben der Kirche ein Nächtigungsquartier angebaut. In diesem Haus befanden sich zugleich die Wohnung des damaligen Schulmeisters der zugleich Mesner war, ein Pferdestall für den Pfarrer sowie ein Gaststall. Unter Abt Negele wurde 1639 dem Bau ein Stockwerk zugefügt, das die neue Pfarrerwohnung enthielt.

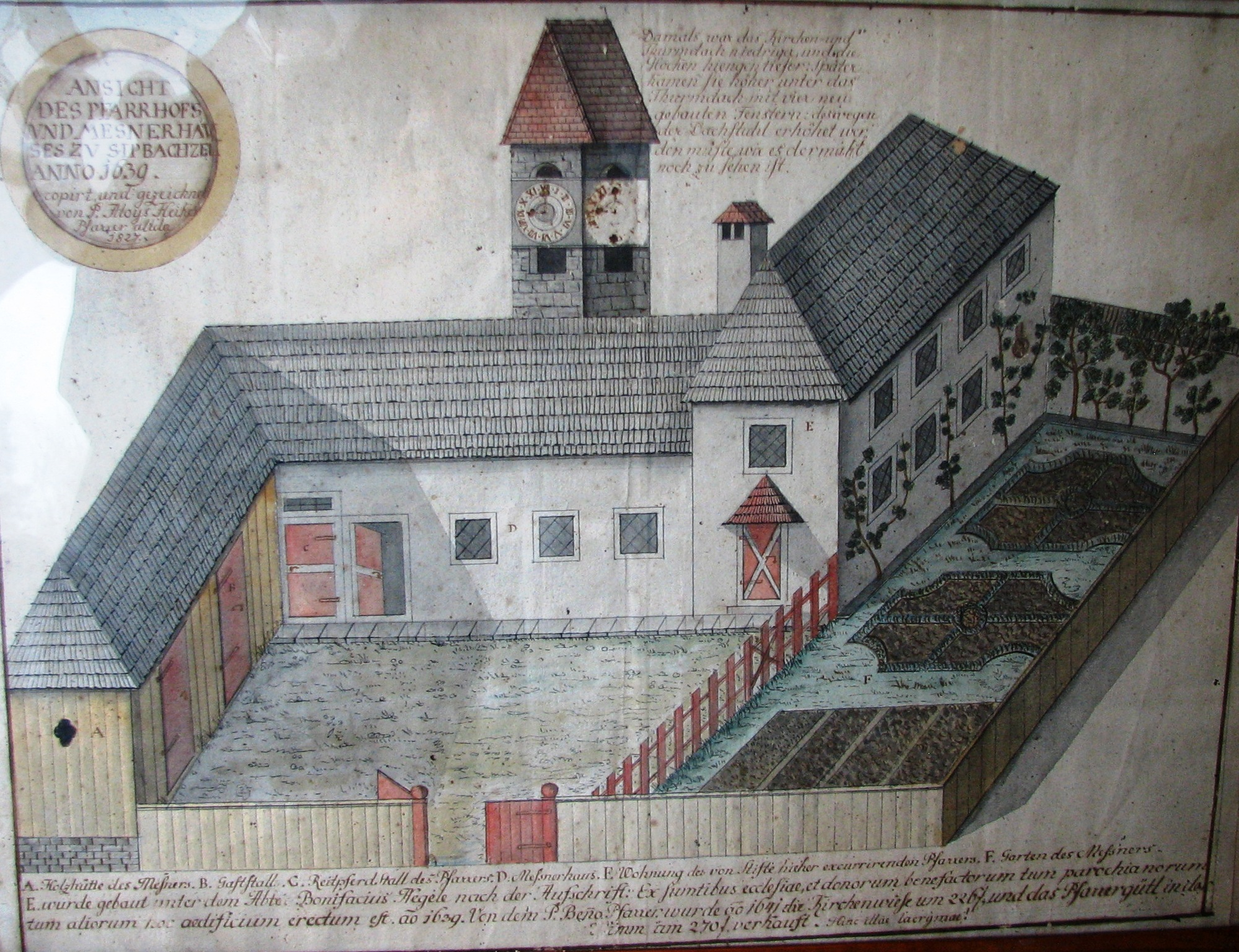
Kopie eines Planes des Pfarrhofes von 1639. (Erstellt durch Pfarrer Alois Heicker im Jahre 1827)
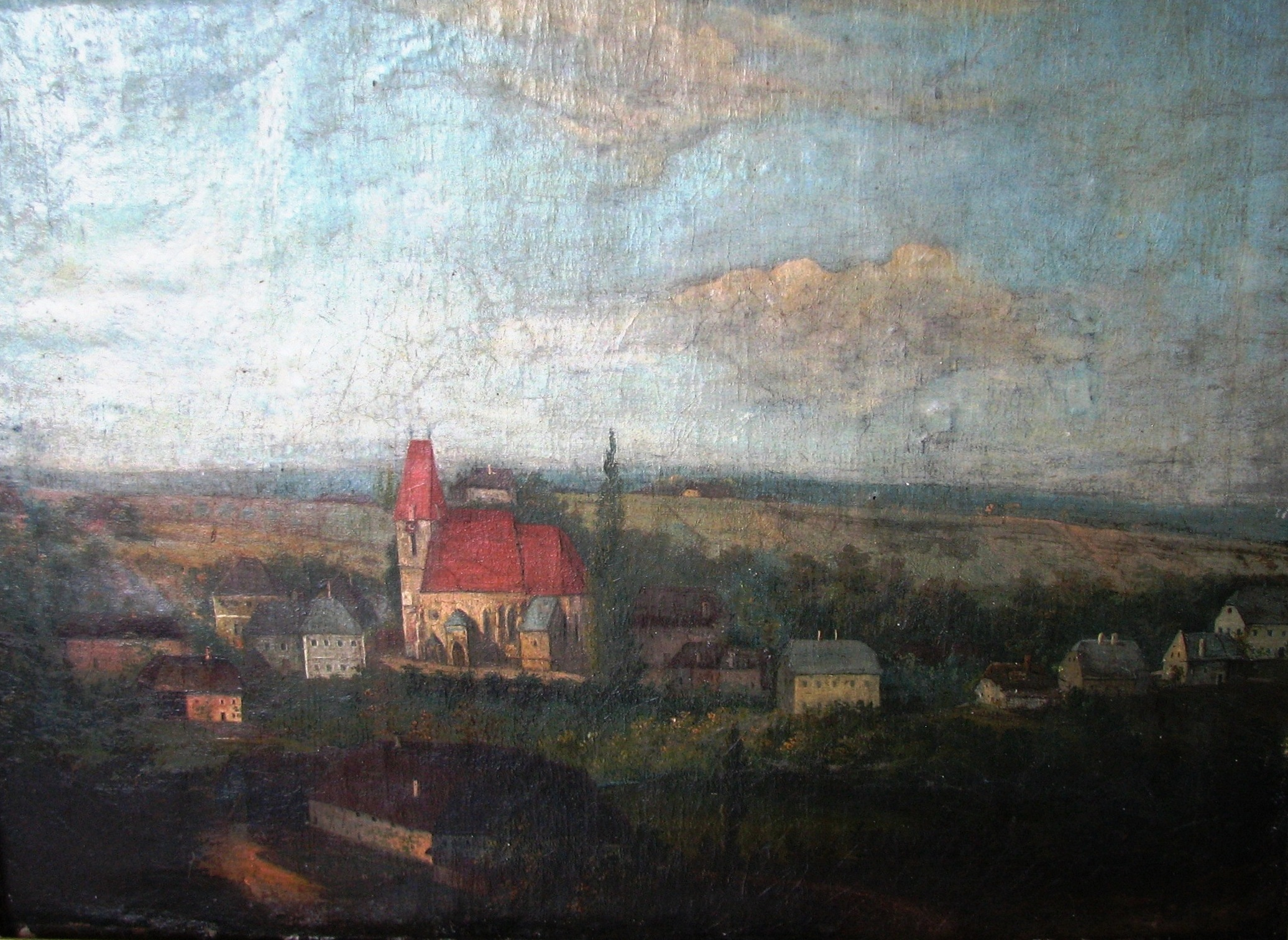
Gemälde der Pfarrkirche mit den umliegenden Häusern (Das Gemälde stammt aus der 2. Hälfte des 19. Jahrhunderts)
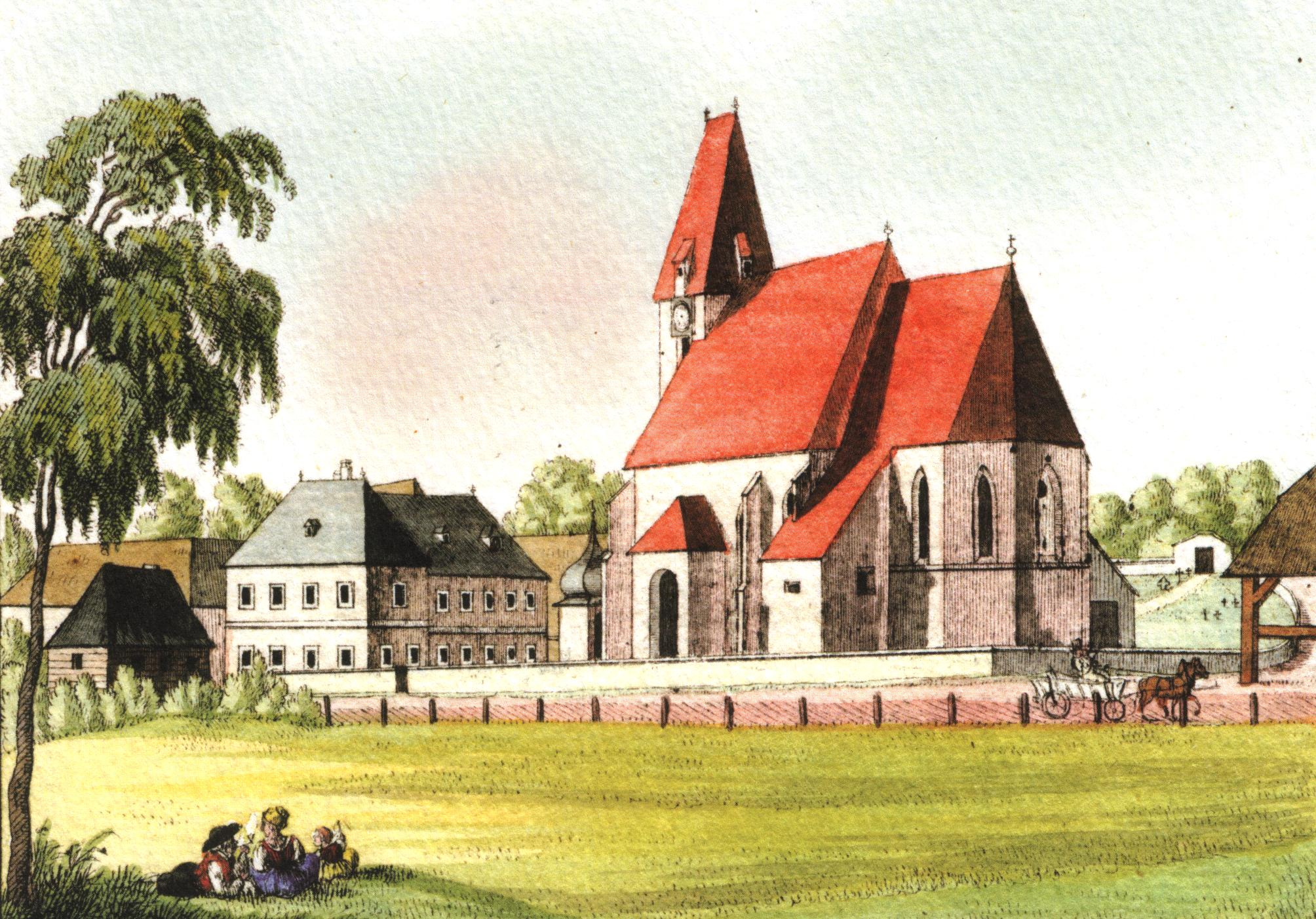
Der Stichdruck zeigt noch den alten Friedhof und die Friedhofsmauer um die Kirche

## Friedhof
Ursprünglich befand sich ein Friedhof um das Gotteshaus.
Aus alten Dokumenten geht hervor, dass 1651 eine neue Totenkammer errichtet bzw. 1659 die damalige Friedhofsmauer neu aufgebaut wurde.
Ein Plan des alten Friedhofs von 1825 zeigt, dass genau unter dem heutigen Taufbrunnen eine Quelle entspringt.
- 1835 Ankauf eines Grundstückes für den neuen Friedhof.
- 1836 wurde der Friedhof und das Beinhaus aufgelassen und der neue Friedhof im Nordosten von Sipbachzell angelegt.
- 1857 wurde die Beichtkammer aus den Steinen der alten Friedhofsmauer, an der Nordseite der Kirche, anstelle der alten Totenkammer errichtet.
- 1885 erfolgte die Fertigstellung der neuen Friedhofsmauer.
- 1860 wurde eine Kapelle am Friedhof erbaut die 1897 restauriert wurde.
- 1953 Die sehr schadhafte südliche Friedhofsmauer wurde abgetragen und durch eine Betonmauer ersetzt. 1960 erfolgte die vollständige Erneuerung der östlichen und nördlichen Friedhofsmauer.
- 1961 Zur Erweiterung des Friedhofes sowie um den Bau einer Leichenhalle zu ermöglichen wurde die Wiese um den Friedhof zugekauft.
- 1967 Baubeginn für die Leichenhalle.